# 田沢村 (新潟県刈羽郡)
田沢村（たざわむら）は、かつて新潟県刈羽郡にあった村。

## 沿革
- 1889年（明治22年）4月1日 - 町村制施行に伴い刈羽郡田屋村、木沢村が合併し、田沢村が発足。
- 1901年（明治34年）11月1日 - 刈羽郡野田村と合併し、野田村を新設して消滅。